# Sonde (meetinstrument)

Het scannen van een oppervlak met een sonde.

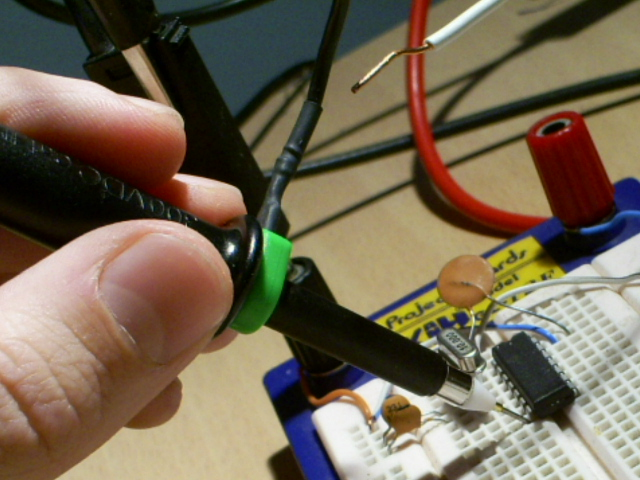
Typische passieve oscilloscoopsonde, die wordt gebruikt om een geïntegreerd circuit te testen.

Een sonde (Engels: (test)probe) is een fysiek onderdeel van een meetinstrument. Het kleine apparaat wordt elektronisch aangesloten op test- of meetapparatuur en scant of meet met een bepaalde sensor informatie van een oppervlakte af. Het heeft meestal de vorm van een naald en fungeert op dezelfde manier als de voelsprieten van insecten, om die reden wordt het onderdeel ook wel omschreven als naald, pen, taster of voeler. Testsondes variëren van zeer eenvoudige, robuuste apparaten tot complexe sondes die geavanceerd, duur en kwetsbaar zijn. Een sonde wordt vaak geleverd samen met een snoer of kabel en een aansluitconnector.
Er bestaan ook sondes in andere vormen dan een langwerpige naald. Deze onderdelen van grotere meetinstrumenten hebben wel nog steeds dezelfde functie; als sensor informatie scannen of meten en deze informatie sturen naar het meetinstrument.
Om de informatie te kunnen meten gebruikt de sonde: 
- golven (elektromagnetische straling of trillingen),
- elektriciteit (voltage of stroom),
- warmte of
- magnetisme.

## Voorbeelden
- Diepzeesonde, voor diepzee-onderzoek
- Radiosonde, een meetinstrument hangend onder een weerballon, waarmee weersomstandigheden worden gemeten
- Dropsonde (meteorologie), een radiosonde die vanuit een vliegtuig wordt neergelaten
- Sneeuwsonde, een hulpmiddel om een lawineslachtoffer onder het sneeuwdek te lokaliseren
- Stroomtangen
- Oscilloscoopsondes
- Lambdasonde, een sensor in de uitlaat van een auto om het aandeel zuurstof in het uitlaatgas te meten
- Scanning probe microscopy